# Nhà (chiêm tinh học)
Hầu hết các hệ thống chiêm tinh học đều chia Vòng Hoàng Đạo thành 12 cung. Vòng 12 cung nhà hoàng đạo (khác với Vòng Tròn Hoàng Đạo) được sắp xếp khác nhau tùy thuộc vào giờ và địa điểm, và ngày tháng mà người đó sinh ra. Thêo chiêm tinh học Hindu, các cung được gọi là Bhāva. Các cung của Vòng Hoàng Đạo trên bản đồ sao sắp xếp theo thứ tự (các nhà) biểu trưng cho nhiều không gian sống, bao gồm không gian vật lý xung quanh một người và những trải nghiệm cá nhân của người đó. Theo các miêu tả, sự xếp đặt các hành tinh hay các yếu tố trong vòng hoàng đạo vào các cung trên bản đồ sao của một người sẽ quyết định rất nhiều đến không gian hoạt động của mỗi người, mục tiêu và các hành động mà người đó hướng vào.

## Miêu tả

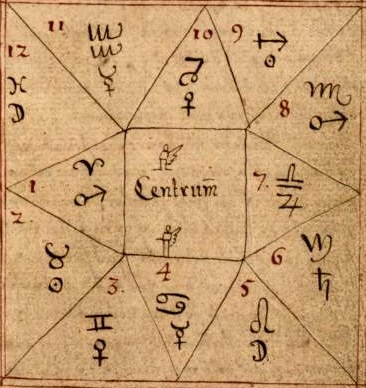
This 18th century Icelandic manuscript drawing shows the twelve astrological houses with signs for the planetary rulership or maybe planetary joy.

Các cung là một phần của mặt phẳng hình e-líp (mặt cắt của mặt trời qua các ngôi sao) với điểm nhìn từ Trái Đất tại thời gian và địa điểm quan sát. Chúng được đánh số ngược chiều kim đồng hồ từ đường chân trời phía đông (là đỉnh của cung đầu tiên) tại thời điểm mà đối tượng được xem xét. Các cung 1 đến 6 nằm dưới đường chân trời, còn các cung 7 đến 12 nằm trên đường chân trời.
Có nhiều cách tính các phần này và nhiều quan điểm khác nhau giữa các nhà chiêm tinh về hệ thống chiêm tinh nào là chính xác nhất. Để tính các cung, cần thiết phải biết chính xác thời gian, ngày tháng và địa điểm. Trong biểu đồ ngày sinh, các nhà chiêm tinh sẽ sử dụng thời điểm giữa trưa hoặc lúc mặt trời mọc làm giờ sinh nếu không biết giờ sinh. Một sự đọc hiểu chính xác một biểu đồ như thế cũng khó mà đạt được.
Tồn tại nhiều phương pháp phân chia cung hoàng đạo khác nhau là bởi vì có những bất đồng về ý nghĩa các cung theo toán học và theo thời gian. Tất cả các hệ thống phương Tây đều có 12 cung. Sự khác biệt giữa các hệ thống nằm ở chỗ các cung tượng trưng cho đơn vị thời gian hay khoảng cách trong vũ trụ.
Nếu lấy thời gian làm nền tảng cho việc phân chia các cung, cần phân biệt rõ giữa việc các cung được tính dựa trên các khoảng thời gian không đổi theo giờ mặt trời (mỗi cung tượng trưng cho 2 giờ trong 24 giờ di chuyển của mặt trời mỗi ngày) hay là giờ được chia đôi thành ngày-đêm rồi chia làm 6 phần bằng nhau với các thay đổi nhỏ theo mùa và vĩ độ.
Nếu lấy không gian trong vũ trụ làm nền tảng chia các cung, bầu trời sẽ được chia thành các cung bằng nhau, mỗi cung 30 độ. Cần phân biệt giữa việc phân chia theo mặt phẳng hoàng đạo hay theo xích đạo trời. Dù tính theo cách nào, tất cả các cung trong chiêm tinh học phương Tây đều có chung các đặc điểm sau: chúng đều có đỉnh của cung đầu tiên ở Cung Mọc, cung thứ tư ở Thiên Đế, cung thứ bảy ở Cung Lặn, và cung thứ mười ở Trung Điểm Trời, chính là điểm giao cắt giữa Mặt Phẳng Hoàng Đạo với Trung Tuyến Trời.

## 12 cung
Có lẽ người Babylon là những người đầu tiên miêu tả 12 cung như ta vẫn thường thấy ngày nay. Các cung được đánh số từ phía đông xuống dưới đường chân trời, và biểu trưng cho các hình mẫu cuộc đời tùy theo vùng ảnh hưởng của các cung.
Dưới đây là tên truyền thống bằng tiếng La Tinh của các cung và các ảnh hưởng của chúng, bao gồm các đặc điểm nói chung của các cung theo cách hiểu tồn tại cho đến ngày hôm nay:
| Cung | Dấu hiệu hoàng đạo | Khẩu hiệu bằng tiếng La Tinh | Dịch       | Tên hiện đại của cung     | Đọc hiểu |
| ---- | ------------------ | ---------------------------- | ---------- | ------------------------- | --- |
| 1    | Dương Cưu          | Vita                         | Cuộc sống  | Cung của cái tôi          | Hình dáng bên ngoài, tính cách và cá tính. Ấn tượng đầu tiên. Cái nhìn sơ khởi về thế giới. Bản ngã. Bắt đầu và khởi đầu. |
| 2    | Kim Ngưu           | Lucrum                       | Tài sản    | Cung của các giá trị      | Vật chất và phi vật chất với một mức giá trị nhất định. Tiền, vật sở hữu, bất động sản, thành quả. Nuôi dưỡng và phát triển. Vật chất. Giá trị bản thân. |
| 3    | Song Tử            | Fratres                      | Anh em     | Cung của giao tiếp        | Giáo dục bậc cao và môi trường tuổi thơ. Giao tiếp. Hạnh phúc. Thông minh. Thành tựu. Anh chị em. Tình làng nghĩa xóm. Những chuyến du lịch và di chuyển gần và ngắn. |
| 4    | Cự Giải            | Genitor                      | Cha mẹ     | Cung của nhà và gia đình  | Tổ tiên, di sản, cội nguồn. Nền tảng và môi trường ban đầu. Mẹ và các thứ tượng trưng cho người mẹ. Người chăm sóc gia đình. Cyclic end of matters. |
| 5    | Sư tử              | Nati                         | Trẻ em     | Cung của niềm vui thích   | Các hoạt động ăn chơi giải trí. Các thứ hưởng thụ và tiêu khiển. Trò chơi và bài bạc. Trẻ em. Yêu và tình dục. Thể hiện bản thân một cách sáng tạo. |
| 6    | Xử Nữ              | Valetudo                     | Sức khỏe   | Cung của sức khỏe         | Các nghĩa vụ và bổn phận. Các kỹ năng và những gì đã được đào tạo. Nghề nghiệp và việc làm. Sức khỏe và thể chất chung. Phục vụ người khác. Chăm sóc. Các vật nuôi, gia cầm, gia súc. |
| 7    | Thiên Bình         | Uxor                         | Vợ chồng   | Cung của mối quan hệ      | Các mối quan hệ gần gũi, tri kỉ. Hôn nhân và đối tác kinh doanh. Các bản ghi nhớ và hiệp ước. Mọi vấn đề phải xử lý về mặt ngoại giao, bao gồm cả việc đàm phán mở rộng với kẻ thù đã nhận diện. Attraction to qualities we admire from the other partner.                                             |
| 8    | Thần Nông          | Mors                         | Cái chết   | Cung của sự tái sinh      | Vòng tuần hoàn của cái chết và sự tái sinh. Các mối quan hệ tình dục và các mối quan hệ có cam kết chặt chẽ thuộc mọi lĩnh vực. Góp vốn, tài chính chung. Tài nguyên của người khác. Các vấn đề huyền bí, siêu linh và những điều cấm. Phục hưng. Tự biến hình.                                        |
| 9    | Nhân Mã            | Iter                         | Hành trình | Cung của triết học        | Du lịch nước ngoài và các nước khác. Văn hóa. Các chuyến du lịch và đi xa. Tôn giáo. Luật pháp và đạo đức. Giáo dục bậc cao. Kiến thức. Trải nghiệm thông qua mở rộng. Meo meo |
| 10   | Ma Kết             | Regnum                       | Vương quốc | Cung của vị trí xã hội    | Tham vọng. Động lực. Sự nghiệp. Vị trí xã hội. Cai quản. Quyền lực. Cha và các thứ tượng trưng cho người cha. Người gánh vác gia đình. Ấn tượng và thể hiện của một người trước công chúng. |
| 11   | Bảo Bình           | Benefacta                    | Tình bạn   | Cung của tình bạn         | Tình bạn và những người cùng chung chí hướng. Nhóm, câu lạc bộ, hội đoàn. Liên kết cấp cao. Lợi ích và may mắn đến từ sự nghiệp. Hy vọng và ước mơ của mọi người. |
| 12   | Song Ngư           | Carcer                       | Nhà tù     | Cung của sự tự giải thoát | Bí ẩn. Những nơi ẩn dật như bệnh viện, nhà tù và các học viện, bao gồm cả những nơi họ lánh đời. Những thứ tự người đó không hiểu, chỉ có người khác mới hiểu. Lảnh tránh, giấu giếm, bí mật hoặc các vấn đề chưa biết. Ẩn dật, suy ngẫm và hy sinh. Vô thức và tiềm thức. Kẻ thù chưa nhận diện được. |